# 王順式
王 順式（ワン・スンシク、朝鮮語: 왕 순식、生没年不詳）は新羅末期の門閥貴族。

## 人物
溟州出身。元聖王（金敬信）との王位継承に敗れた江陵金氏の金周元の子孫と伝わる。当初はクーデターで弓裔を追放し、政権を掌握したを高麗太祖王建を認めず、王建の懲罰を宣言したが、父の金許越を通じて説得した王建によって結局高麗に帰附した。許越は弓裔の重要な支持勢力であった。922年に長男の守元を開京に送り、927年には別子の長命を上京させ宿衛させている。928年に入朝し、王姓（開城王氏）を下賜され、大匡の官階を受けた。936年には後百済を滅亡させた戦いに参戦した。